# The Fates and Flora Fourflush
The Fates and Flora Fourflush è un cortometraggio muto del 1914 diretto da Wally Van. Il film, in tre rulli, fu presentato diviso in tre parti.

## Produzione
Il film fu prodotto dalla Vitagraph Company of America.

## Distribuzione
Distribuito dalla General Film Company, il film - un cortometraggio in tre bobine - fu presentato in prima a New York il 26 ottobre 1914. Uscì in seguito nelle sale diviso in tre parti.

### Uscite
- The Fates and Flora Fourflush 1: Treachery in the Clouds - parte prima (4 gennaio 1915)
- The Fates and Flora Fourflush 2: The Treasure Temple of Bhosh - parte seconda (11 gennaio 1915)
- The Fates and Flora Fourflush 3: A Race for Life - parte terza  (18 gennaio 1915)